# Marie-Clémentine Anuarite Nengapeta
Blahoslavená Marie-Clémentine Anuarite Nengapeta (29. prosince 1939, Wamba – 1. prosince 1964, Isiro) byla konžská řeholnice kongregace Sester Svaté rodiny a mučednice.

## Život
Narodila se 29. prosince 1939 v konžské Wambě jako čtvrtá ze šesti dcer Amisi Batsuru Batobobo a Isude Julienne. Patřila ke kmenu Wabudu. Její otec byl vojákem a opustil svou ženu z důvodu, že si přál syna, a vzal si jinou ženu. V budoucnu se ukázalo, že už je neplodný.
Pokřtěna byla se svou sestrou a matkou roku 1945 a při křtu přijala jméno Alphonsine, její sestra pak jméno Léontine Anuarite.
Když nastoupila do školy, došlo k chybnému zápisu jejího jména. Belgická řeholní sestra ji zapsala s jejím křestním jménem a jménem její sestry a proto je dnes známá jako Anuarite Nengapeta.
Později se rozhodla následovat náboženský život. K tomuto rozhodnuti jí inspirovala sestra Ndakala Marie-Anna. Její matka s tímto rozhodnutím nesouhlasila. Když jednoho dne dorazilo do misie auto s postulanty do kláštera, Nengapeta tajně nastoupila a vstoupila do kláštera a matce nic neřekla. Její matka jí hledala celý týden a poté se dozvěděla, kde se její dcera nachází, avšak nežádala, aby se vrátila domů. Své řeholní sliby složila 5. srpna 1959 a přijala jméno Marie-Clémentine.
Roku 1964 vypuklo v Kongu povstání a povstalci se postavili proti západním řeholníkům. Dne 29. listopadu 1964 napadli i klášter sester. Donutili všech 46 sester nastoupit do nákladního auta. Oznámili jim, že pojedou do Wamby, avšak auto se dalo směrem k Isiro.
Plukovník Ngalo s pomocí vojáka Sigbande se snažil Nengapetu přesvědčit, aby se vzdala řeholního života a stala se jeho manželkou, avšak přes výhrůžky Nengapeta odmítla. Ngalo požádal plukovníka Olombeho, aby mu pomohl svázat Nengapetu. Dne 30. listopadu Olombe oddělil ostatní sestry od Nengapety a snažil se ji přesvědčit, aby si vzala jeho. Urážel jí, ponižoval a poté Nengapetu a sestru Bokuma Jean-Baptiste donutil nastoupit do auta. Když si zapomněl klíče a vracel se pro ně, tak se sestry snažily utéct. Olombe je chytl, sestře Bokumě zlomil ruku na třech místech a sestru Nengapetu střelil do hrudi.
Ostatním sestrám poručil, aby tělo odnesly pryč, avšak ona stále ještě žila. Zemřela okolo jedné hodiny ráno 1. prosince. Její tělo bylo pohřbeno v hromadném hrobu. Po osmi měsících bylo exhumováno a znovu pochováno. Při další exhumaci v prosinci 1978 bylo zjištěno, že sestra drží v pravé ruce obrázek Panny Marie. Poté bylo tělo pohřbeno v katedrále v Isiru.
Roku 1965 byl Olombe odsouzen k smrti, ale utekl z vězení. Po opětovném zadržení roku 1966 byl navrácen do vězení a jeho trest byl změněn na doživotí. Roku 1971 získal milost.

## Proces blahořečení
Proces blahořečení byl zahájen 14. dubna 1977 v diecézi Isiro–Niangara. Dne 9. června 1984 uznal papež sv. Jan Pavel II. její mučednictví. Blahořečena byla 15. srpna 1985. Při blahořečení byli přítomni i její rodiče a samotný vrah.